# 艺术之家

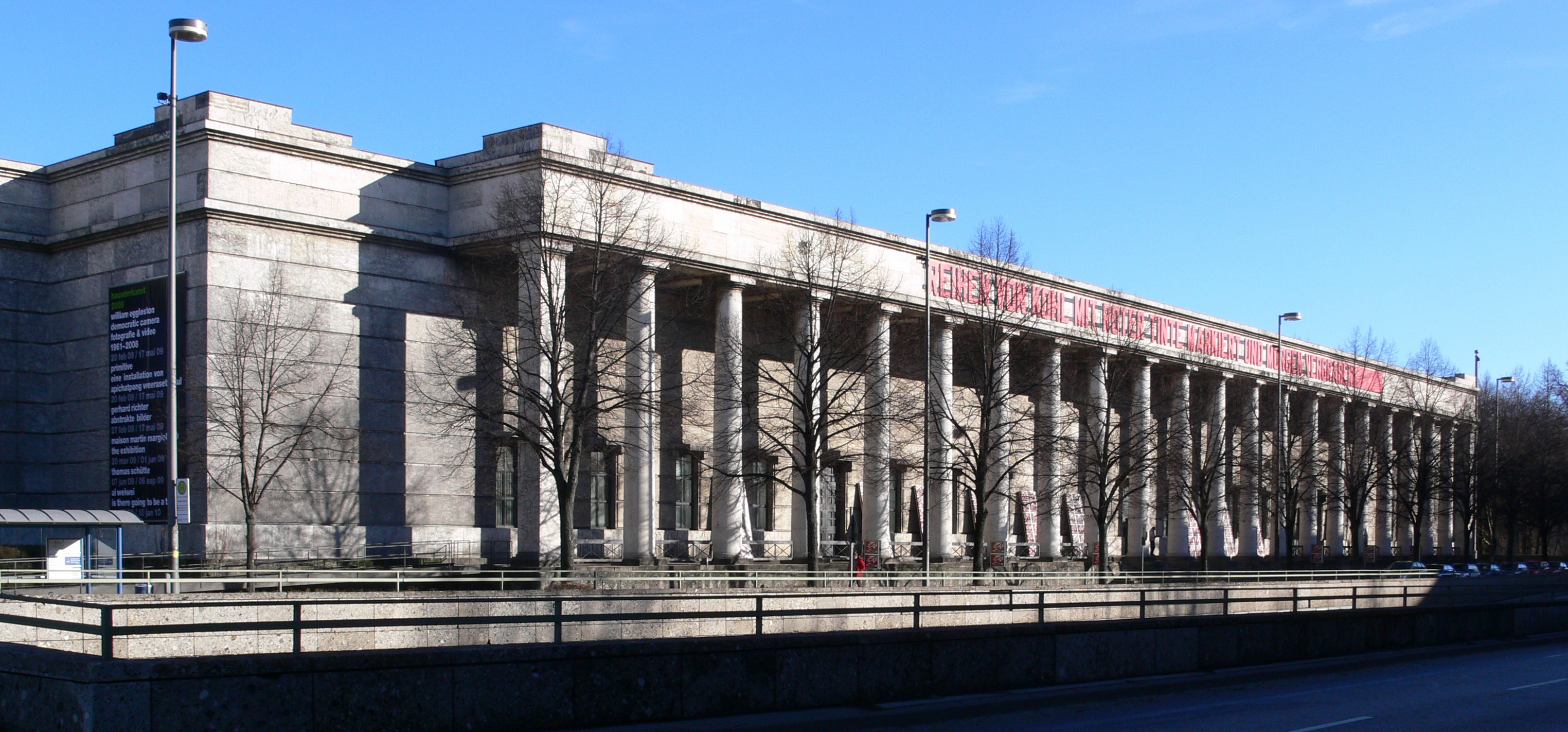
艺术之家

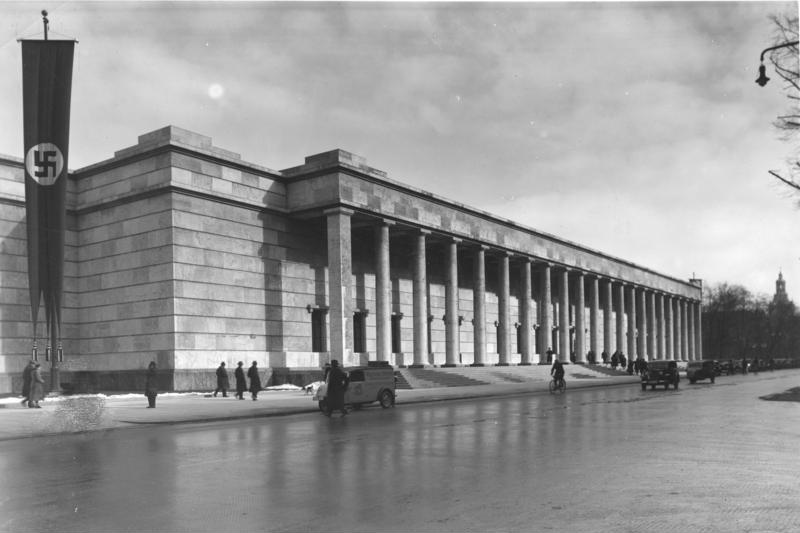
德國藝術之家，二戰前

艺术之家（Haus der Kunst）是德国慕尼黑的一座美术馆，位于该市最大的公园英国公园（Englischer Garten）南部边缘的Prinzregentenstraße 1号。
这座建筑建造于1934年到1937年，是第三帝国的第一座纪念碑式建筑。设计者是建筑师Paul Troost。该美术馆开放于1937年3月，当时称为德国艺术之家（Haus der deutschen Kunst）。
第二次世界大战结束以后，这座美术馆一度用作美国占领军军官的軍事餐廳。
从1946年开始，美术馆被分割成几个较小的空间，开始用于充當貿易展覽或藝術展覽的临时展览场地。

48°08′39″N 11°35′09″E / 48.14417°N 11.58583°E